# Leśna Dolina (Basse-Silésie)
Pour les articles homonymes, voir Leśna Dolina.
Leśna Dolina est une localité polonaise de la gmina de Kotla, située dans le powiat de Głogów en voïvodie de Basse-Silésie.